# Antonín Šetela
Antonín Šetela (12. dubna 1882, Nusle – ?) byl český fotbalista, útočník.

## Fotbalová kariéra
Hrál za SK Smíchov v předligové éře. Reprezentoval Čechy v historicky prvním mezinárodním utkání s Uherskem 1. 4. 1906. V 63. minutě zápasu přihrál Jindřichu Valáškovi, který vsítil první gól české reprezentace.